# Wes Craven
Wesley Earl Craven (Cleveland, Ohio, 2 de agosto de 1939-Los Ángeles, 30 de agosto de 2015) fue un guionista, novelista y director de cine estadounidense conocido por ser el creador de numerosas películas de terror, pero es más conocido por ser el creador de los personajes Freddy Krueger de A Nightmare on Elm Street y Ghostface, de la saga Scream. Es considerado, junto a David Cronenberg y John Carpenter, uno de los cineastas esenciales para entender el cine de terror actual.
Sus creaciones de mayor éxito fueron las sagas de películas A Nightmare on Elm Street, incluyendo el personaje de Freddy Krueger, y Scream. Otros destacados trabajos suyos son The Last House on the Left (1972), The Hills Have Eyes (1977) y Deadly Friend (1986). También es reconocido por plasmar del cómic al cine a Swamp Thing (1982) en dos películas. Entre los actores con los que trabajó figuran Johnny Depp (A Nightmare on Elm Street), Sharon Stone (Deadly Blessing) o Bruce Willis (en un episodio de The Twilight Zone) cuando eran prácticamente desconocidos.
A lo largo de su carrera obtuvo once premios en festivales como Sitges, Avoriaz o Fantasporto, y ocho nominaciones en certámenes como Cannes o los premios organizados por la revista Cahiers du Cinéma.

## Biografía

### Primeros años
Craven nació en Cleveland, Ohio, hijo de Caroline (de soltera Miller) y Paul Craven. Tuvo una estricta educación bautista, aunque se declaró ateo. Craven obtuvo una licenciatura en Inglés y Psicología en la Universidad de Wheaton en Illinois, y una maestría en Filosofía y escritura en la Universidad Johns Hopkins. Antes de realizar su primer trabajo en la industria del cine, como editor de sonido para una empresa de posproducción de Nueva York, Craven impartió brevemente clases de inglés en el Westminster College y fue profesor de humanidades en Clarkson College of Technology (ahora Universidad de Clarkson) en Potsdam, Nueva York.

### Carrera como director y guionista
Comenzó su carrera como director en los años 70, con películas de escasos medios y controvertidas imágenes, muy explícitas para la época, lo que le valió fama de director truculento. Una de sus primeras películas como director y guionista es en una película pornográfica con el seudónimo de Abe Snake, en la cual también actuó, aunque no fue acreditado en el reparto.
Su debut oficial como director fue con la película de terror The Last House On The Left (1972), que tuvo un amplio, e inesperado, recorrido comercial. Debido a la crudeza de la historia narrada, vagamente inspirada en la película El manantial de la doncella (1960), dirigida por Ingmar Bergman, y a los problemas que tuvo con la censura cinematográfica, sufrió un cierto ostracismo con el que tuvo que reinventarse. En la actualidad está considerada una película de culto que narra la venganza que un padre perpetra contra los asesinos de su hija que, involuntariamente, recalan en la casa en donde se hallan tras cometer el asesinato.
Su siguiente obra importante fue otra película de terror llamada The Hills Have Eyes (1977) que, por sus buenos resultados, tuvo varias continuaciones en The Hills Have Eyes II (1984) y Mind Riper (1995). También, con posterioridad, se realizaron nuevas versiones de la película en The Hills Have Eyes (2006) y The Hills Have Eyes 2 (2007). Considerada una de sus obras fundamentales, es también categorizada como una película de culto que confronta los roles familiares entre una familia tradicional y otra familia disfuncional que practica el canibalismo y reside en el desierto de Nevada.
Tras una breve incursión en televisión, con el telefilme Stranger In Our House (1978) interpretado por Linda Blair, su siguiente incursión en la gran pantalla fue con Deadly Blessing (1981). Interpretada por Ernest Borgnine, Maren Jensen, Susan Buckner y Sharon Stone, en su debut en la gran pantalla, se trata de una película de terror ambientada en una pequeña comunidad religiosa fundamentalista en la que la protagonista, una joven viuda, paulatinamente empieza a desarrollar la sospecha de que los miembros de la comunidad albergan planes secretos.
En los años 80 escribió el guion de A Nightmare on Elm Street y recorrió multitud de estudios y productoras buscando a alguien a quien le interesara el proyecto, siendo rechazada en multitud de ocasiones por parecer una película demasiado surrealista y sin credibilidad. Finalmente New Line Cinema aceptó financiar el proyecto obteniendo un amplio éxito a nivel mundial a raíz del cual se rodaron varias secuelas sin prácticamente su intervención. El director posteriormente las reprobó al considerarlas "malas continuaciones" y que habían destruido el espíritu de su idea original. Ello no impidió que participara como productor en A Nightmare on Elm Street 3: Dream Warriors (1987) o como director en Wes Craven's New Nightmare (1994).
Las obras de Craven tienden a compartir una exploración común de la naturaleza de la realidad. Nightmare on Elm Street, por ejemplo, trata de las consecuencias de los sueños en la vida real. Wes Craven's New Nightmare "roza", pero no acaba de romper, la cuarta pared al haber una actriz, Heather Langenkamp, interpretándose a sí misma mientras es perseguida por el villano de la película en la que una vez actuó. En un momento en la película, vemos en el procesador de texto de Wes Craven una secuencia de comandos que ha escrito, que incluye la conversación exacta que él ha tenido con Heather, como si el guion estuviera siendo escrito mientras la acción se está desarrollando. 
La serpiente y el arco iris (1988) representa a un hombre que no puede distinguir entre las visiones de pesadilla y la realidad. En Scream, los personajes con frecuencia se refieren a las películas de terror en situaciones similares a lo que les ocurre, y en un momento dado Billy Loomis le dice a su novia que la vida es una gran película. Este concepto hizo hincapié en las secuelas, donde se recrean los acontecimientos en una nueva película sobre los asesinatos que ocurren en Woodsboro en Scream. Scream incluyó una escena que cita la conocida leyenda urbana de Richard Gere y el jerbo. Craven dijo que recibió llamadas de los agentes diciéndole que si dejaba la escena, nunca trabajaría de nuevo. A Craven también se le ofreció dirigir Beetlejuice pero lo dejó para coescribir y ser productor ejecutivo de la tercera película de Nightmare on Elm Street. En 2013 hizo un cameo en la serie policiaca Castle.
Aunque se han producido siete películas diferentes de la serie A Nightmare on Elm Street (nueve si se incluye el crossover Freddy vs Jason y la versión de 2010), solo dos han sido dirigidas por Craven. Él ha dicho en varias entrevistas y debates que considera solo sus dos películas representaciones exactas de su creación. Durante años, se ha rumoreado que él haría una película más, esencialmente para completar su trilogía. Sin embargo Craven participó en la tercera película A Nightmare on Elm Street 3: Dream Warriors como productor, con el objetivo de hacer de la tercera película la última. Sus ideas fueron ampliamente rechazadas, y utilizadas en su Pesadilla 7: La nueva pesadilla, diez años después. Craven no participó en un remake de la original llamado A Nightmare on Elm Street 3: Dream Warriors, estrenada en abril del 2010 e interpretada por Jackie Earle Haley.

## Vida personal
Craven contrajo matrimonio en tres ocasiones. Su primer matrimonio (1964-1969) fue con Bonnie Broecker, con quien tuvo sus dos hijos: Jonathan (nacido en 1965), escritor y director de cine; y Jessica Craven (nacida en 1968), cantante y compositora del dúo de folk-rock The Chapin Sisters.
En 1984 se casó con Millicent Craven Eleanor Meyer, Mimi, de la que se separó en 1987. 
En 2004 se casó por tercera y última vez con Iya Labunka, quien fue vicepresidenta de los Estudios Disney.

## Filmografía

### Cine
- La última casa a la izquierda (The Last House on the Left) (1972)
- The Fireworks Woman (1975)
- Las colinas tienen ojos (The Hills Have Eyes) (1977)
- Las dos caras de Julia (Stranger in Our House) (1978)
- Bendición mortal (Deadly Blessing) (1981)
- La cosa del pantano (Swamp Thing) (1982)
- Invitación al Infierno (Invitation to Hell) (1984)
- Las colinas tienen ojos 2 (The Hills Have Eyes Part II) (1984)
- Pesadilla en Elm Street (A Nightmare on Elm Street) (1984)
- Hibernado vivo (Wes Craven's Chiller) (1985)
- Amiga mortal (Deadly Friend) (1986)
- La serpiente y el arco iris (The Serpent and the Rainbow) (1988)
- Shocker, 100.000 voltios de terror (Shocker) (1989)
- El sótano del miedo (The People Under the Stairs) (1991)
- La nueva pesadilla de Wes Craven (Wes Craven's New Nightmare) (1994)
- Un vampiro suelto en Brooklyn (Vampire in Brooklyn) (1995)
- Scream (1996)
- Scream 2 (1997)
- Música del corazón (Music of The Heart) (1999)
- Scream 3 (2000)
- La maldición (Cursed) (2005)
- Vuelo nocturno (Red Eye) (2005)
- Paris, je t'aime (2006)
- Almas condenadas (My Soul to Take) (2010)
- Scream 4 (2011)

### Televisión
- El mágico mundo de Disney (Disneyland) (1986)
  - Casebusters
- Más allá de los límites de la realidad (The Twilight Zone) (1985-1986)
  - The Road Less Traveled
  - Her Pilgrim Soul / I of Newton
  - Act Break / The Burning Man / Dealer's Choice
  - Wordplay / Dreams for Sale / Chameleon
  - Shatterday / A Little Peace and Quiet
- Visiones nocturnas (Night Visions) (1990)
- Nightmare Cafe (1992)
  - Aliens Ate My Lunch
- Castle (2013) 
  - Episodio 5x17

## Premios
| Año  | Película                         | Premio                                                 | Categoría                      | Resultado |
| ---- | -------------------------------- | ------------------------------------------------------ | ------------------------------ | --------- |
| 1977 | Las colinas tienen ojos          | Festival de Cine de Sitges                             | Premio de la Crítica           | Ganador   |
| 1985 | A Nightmare on Elm Street        | Festival de Cine Fantástico de Avoriaz                 | Premio de la Crítica           | Ganador   |
| 1990 | Shocker                          | Festival Internacional de Cine Fantástico de Oporto    | Mejor Película                 | Ganador   |
| 1992 | El sótano del miedo              | Festival de Cine Fantástico de Avoriaz                 | Premio Especial del Jurado     | Ganador   |
| 1992 | El sótano del miedo              | Festival Internacional de Cine Fantástico de Bruselas  | Premio Pegasus de la Audiencia | Ganador   |
| 1995 | La Nueva Pesadilla de Wes Craven | Festival Internacional de Cine Fantástico de Oporto    | Mejor Película                 | Ganador   |
| 1995 | La Nueva Pesadilla de Wes Craven | Festival Internacional de Cine Fantástico de Oporto    | Mejor Guion                    | Ganador   |
| 1997 | Scream                           | Festival International de Cine Fantástico de Gérardmer | Gran Premio                    | Ganador   |
| 1997 | Scream                           | Premios Saturn                                         | Mejor Director                 | Ganador   |